# GmbH & Co. KG
GmbH & Co. KG (нім. Gesellschaft mit beschränkter Haftung & Co. Kommanditgesellschaft) — у німецькому та австрійському праві особлива форма командитного товариства. На відміну від звичайного командитного товариства комплементарієм – учасником, який несе персональну та необмежену відповідальність, у даному випадку є не фізична особа, а юридична – товариство з обмеженою відповідальністю (GmbH). Метою цієї конструкції є обмеження або виключення економічного та правового ризику для фізичних осіб, які стоять за цією компанією.

## Найменування
Підприємство здійснює діяльність під власним ім'ям. Найменування підприємства має відповідати вимогам до найменування та бути явно відмінним від інших (§ 18 Abs. 1 HGB). Відповідно до § 19 Abs., 1 Nr. 3 HGB, найменування має містити в собі слово Kommanditgesellschaft або інше загальновживане скорочення (allgemein verständliche Abkürzung) цього слова, а саме KG. § 19 Abs. 2 також вимагає вказівки на обмежену відповідальність (Haftungsbeschränkung) у назві. Таким чином, правильна назва підприємств такої організаційно-правової форми записується як Name GmbH & Co. KG; форми, що використовувалися раніше, такі як Name GmbH & Comp. або Name GmbH & Cie., не допускаються, за винятком підприємств, заснованих до ухвалення нової редакції HGB.

## Призначення
Відповідно до § 162 Abs., 1 HGB, командитні товариства засновуються для здійснення комерційної діяльності або (відповідно до § 161 i. V. m. § 105 Abs., 2 HGB) для управління належними їм активами. Представники «вільних професій» (freien Berufe), за винятком податкових консультантів (§ 49 Abs., 1, 2 StBerG) не можуть організовувати свою діяльність у такій формі.

## Партнери
Відносини та права партнерів регулюються угодою про партнерство (Gesellschaftsvertrag) і можуть відрізнятися в різних товариствах. Наприклад, з погляду § 119 Abs., 1 та § 161 Abs., 2 HGB, рішення у товаристві приймаються на основі консенсусу. Це правило може бути замінено в угоді про партнерство на ухвалення рішень більшістю голосів. Поняття «більшість» у такому разі має бути визначене за умовчанням відповідно до § 119 Abs., 2, під більшістю розуміється більша кількість партнерів.

## Управління
GmbH & Co. KG управляється через GmbH, що є повним товаришем і має, як правило, одноосібний орган управління (§ 164 HGB). Командитисти, зазвичай, не беруть участі у управлінні і, крім виняткових випадків, що неспроможні пред'являти претензій до дій повного товариша, якщо інше не в партнерській угоді. Таким чином, якщо інше не зазначено в угоді, керуючий GmbH є також керуючим KG, з усіма правовими наслідками, що випливають.

## Активи товариства
Джерелом регулювання активів товариства є статті Цивільного Уложення (BGB) про громадянські права. Відповідно до нього, активи перебувають у спільному володінні. Окремі партнери немає індивідуальних прав на майно суспільства чи його частина. Усі партнери мають спільне право на активи. У типовій конфігурації GmbH, як повний товариш, не має власного внеску в активи. Вклади в активи здійснюють командитісти, а GmbH керує цими активами. Частини активів виділяються під час вибуття партнера або розформування товариства. GmbH, як правило, не отримує у таких випадках жодних виплат.

## Річний звіт, публічність
Як і будь-яке інше KG, GmbH & Co. KG є торговим агентом (купцем) з погляду HGB і має вести бухгалтерію і надавати річний звіт (§ 238 HGB). Так як у типовому GmbH & Co., KG не має фізичних осіб-повних товаришів з необмеженою відповідальністю, до звітності GmbH & Co., KG пред'являються відповідно до § 264a HGB підвищені вимоги, включаючи публікацію річних звітів в електронному форматі в Bundesanzeiger.

## Розподіл прибутку
Насамперед, виплачуються зарплати в GmbH. З залишку кожен партнер отримує по 4% свого вкладу. Прибуток, що залишився, може розподілятися відповідно до домовленості партнерів, за умовчанням у пропорції їх вкладів.

## Оподаткування

### Прибутковий податок та податок на прибуток
Будучи товариством, GmbH & Co. KG само по собі не підлягає оподаткуванню ні прибутковим податком, ні податком на прибуток. Прибуток, що припадає на GmbH, оподатковується на прибуток; прибуток, що припадає на командитистів (у разі, якщо вони є фізичними особами), оподатковується прибутковим податком.

### Комерційний податок
У Німеччині всі суб'єкти комерційної діяльності підлягають оподаткуванню (Abs. 1 Satz 1 GewStG). Як комерційно активне товариство, GmbH & Co. KG оподатковується комерційним податком з початку комерційної діяльності. Vorbereitungshandlungen zur Gründung einer GmbH & Co. KG bzw. Заходи щодо заснування та ліквідації підприємства не підлягають оподаткуванню комерційним податком. Для тих, хто «вважається комерційними» GmbH & Co. KG вірно протилежне: оподаткуванню підлягає будь-яка діяльність, спрямовану отримання доходу. З 2002 року передача часток товариства в деяких випадках також підлягає оподаткуванню (§ 7 Satz 2 GewStG). Це правило не діє на фізичних осіб, які безпосередньо беруть участь у товаристві. Оподаткуванню підлягає саме товариство, а чи не його партнери. При ліквідації товариства оподаткування закінчується лише після того, як із товариства вийшли усі партнери. За часткової заміни партнерів оподаткування не переривається.

### Податок на придбання нерухомості
Як і у випадку з іншими товариствами, GmbH & Co. KG є відокремленим власником: податок на придбання нерухомості підлягає сплаті, коли товариство отримує або передає землю. Податок сплачується також за угод з партнерами. Податок стягується з товариства, партнери відповідають за сплату солідарно (§ 191 Abs. 4 AO).

## Правова ситуація у Швейцарії
За швейцарським законодавством партнерами у товаристві можуть бути лише фізичні особи. Спроби змінити це на політичному рівні поки що не увінчалися успіхом. Таким чином конструкції, аналогічні GmbH & Co. KG у Швейцарії на даний момент неможливі.